# Пиркгеймер, Виллибальд

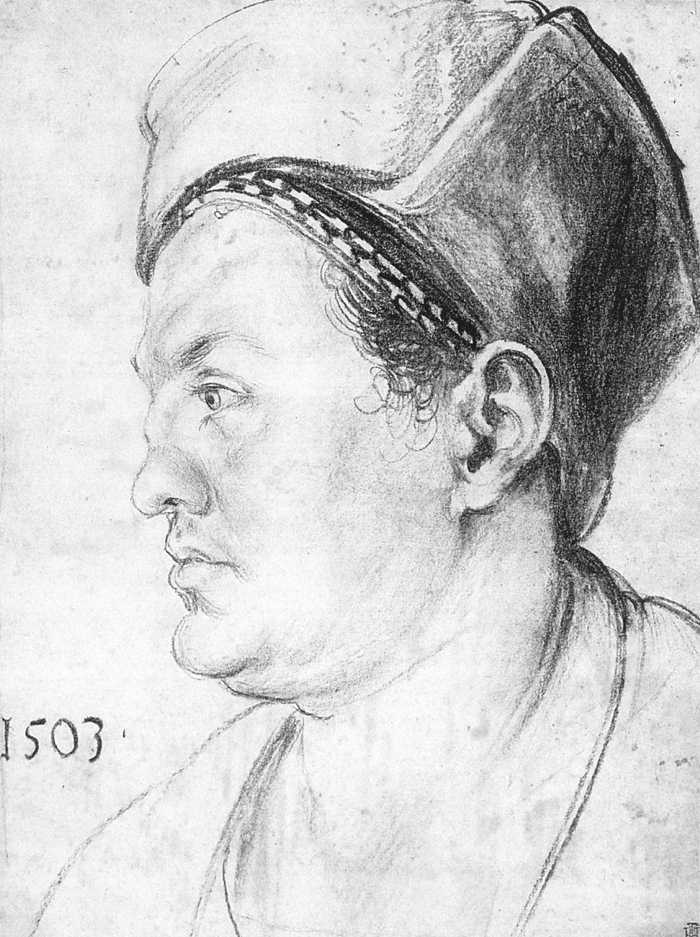
Виллибальд Пиркгеймер, портрет работы Альбрехта Дюрера (1503)

Виллибальд Пиркгеймер (нем. Willibald Pirckheimer) (5 декабря 1470, Айхштетт, Баварский округ — 22 декабря 1530, Нюрнберг, Баварский округ) — немецкий гуманист-патриций из Нюрнберга. Он принадлежал к лидерам интенсивной культурной жизни этого имперского города. Вслед за Цельтисом он выступал также за сильную центральную власть в империи, за её опору на города с олигархическими республиканскими режимами, боролся против маркграфов Бранденбург-Ансбахских, которых считал главными противниками Нюрнберга.

## Биография
Сын нюрнбергского патриция, дипломата Иоганна Пиркгеймера. В юности Виллибальд сопровождал своего отца в его поездках. Учился в Италии (1489—1495) в Падуанском и Павийском университетах, где прошёл курсы философии, права, гуманитарных наук.
С 1496 года Пиркгеймер — член Малого совета Нюрнберга. В 1499 году во главе отряда от города Нюрнберга принял участие в Швейцарской войне на стороне Максимилиана I.
Пиркгеймер переводил с греческого на латынь классиков античной философии, литературы, географии, но также и образцы красноречия патристики. В своих работах, в том числе в обширной переписке, сатирических и полемических произведениях, он опирался на энциклопедические знания греческой и римской культуры. Занимался математикой и астрономией, в «Кратком описании Германии» дал компендиум сведений античных авторов о древних германцах, в «Истории швейцарской войны» создал одну из первых гуманистических панорам недавних событий. Издав открытые Цельтисом сочинения монахини X века Хросвиты Гандерсгеймской, он привлёк внимание к творчеству «первой немецкой поэтессы», которую волновали слава отечества и проблемы достоинства женщины и которая сделала попытку по-своему подражать античным авторам. Вслед за Цельтисом, создавшим стихотворное описание Нюрнберга (главное внимание было уделено его культурным достопримечательностям, свидетельствам талантов и труда горожан), Пиркгеймер подготовил аналогичное сочинение о Трире, подчеркнув его неповторимую специфику. Равным образом, считал Пиркгеймер, необходимо обращать внимание на особенности каждого народа, нельзя судить о них всех по единому образцу.
Пиркгеймер покровительствовал Альбрехту Дюреру, оказывал ему финансовую помощь, при этом они были настоящими друзьями. При поддержке Пиркгеймера Дюрер имел возможность проводить длительное время в Венеции, и оттуда он в 1506 году писал покровителю: «У меня нет другого друга на земле кроме вас». Сожалея о смерти художника, Виллибальд Пиркгеймер в 1528 году в письме Иоганнесу Черте признавался: «Со смертью Альбрехта я потерял воистину лучшего друга, который у меня был на земле».
На дочери Виллибальда Пиркгеймера был женат купец, меценат и филантроп Иоганнес (Жан) Клебергер (6 февраля 1485, Нюрнберг — 6 сентября 1546, Лион), известный в Лионе как «добрый немец», инвестиции и благотворительность которого в 1530-х—1540-х годах способствовали восстановлению экономики Лиона, пришедшей в упадок после эпидемии чумы (известен также портрет Клебергера, выполненный Альбрехтом Дюрером в 1526 году).